# Cat Daddy Games
Cat Daddy Games est un studio américain de développement de jeux vidéo fondé en 1996 et situé à Bellevue.

## Description
Cat Daddy Games a développé des jeux pour de nombreux éditeurs, tels Activision, Electronic Arts, Sierra Entertainment ou encore Microsoft, avant de devenir une filiale de Take-Two Interactive. Le studio est notamment connu pour sa série de jeu de gestion Tycoon, et pour la production de jeux à faible coût, ou de type casual.
En 2007, Cat Daddy Games connait un grand succès avec le jeu Carnival : Fête foraine sorti sur Nintendo DS et Wii, vendu à plus de 2,75 million d'exemplaires (chiffres de février 2009), faisant de ce titre l'un des plus gros succès de la Wii en 2007-2008[réf. nécessaire]. Carnival Games: Mini-Golf, sorti en 2008, connait un succès similaire[réf. nécessaire].
Cat Daddy Games est la branche principale du label 2K Play, depuis l'absorption de Global Star Software par Take-Two interactive en 2006.
Le 12 juillet 2013, l'éditeur américain Take Two annonce un nouveau jeu intitulé Turd Birds édité par la branche 2K Play et développé par le studio Cat Daddy Games.
C'est aussi une société qui produit l'application mynba2k.

## Jeux développés
- Full Strength Strongman Competition (1999)
- Ski Resort Tycoon (2000)
- Skate Park Tycoon
- Golf Resort Tycoon
- Casino Tycoon
- Microsoft Flight Simulator 2001
- Ski Resort Tycoon II
- Golf Resort Tycoon 2
- Extreme Paintbrawl 4
- Casino Mogul
- Gladiator of Rome
- Skateboard Park Tycoon World Tour of 2003
- Snowboard Park Tycoon
- School Tycoon
- Skateboard Park Tycoon 2004: Back in the USA
- Cruise Ship Tycoon
- Civil War: The Game
- Championship Snowboarding 2004
- Ski Resort Extreme
- Wildfire
- Medieval Conquest
- Mall Tycoon 3
- American Civil War, Gettysburg
- Splat Renegade Paintball
- Deal or No Deal (PC)
- Carnival Games (Wii, DS) (2007)[3]
- Carnival Games : mini-golf !  (Wii) (2008)[4]
- C'est mon anniversaire ! (Birthday Party Bash) (Wii, DS) (2009)
- C'est mon cirque ! (Wii, DS) (2010)[5]